# Anthony Hickox
Anthony Hickox (Londra, 6 novembre 1959 – Londra, 9 ottobre 2023) è stato un regista britannico.

## Biografia
Era figlio del regista Douglas Hickox e della montatrice vincitrice del premio Oscar Anne V. Coates, nonché  fratello di James, anch'egli regista. 
I suoi film includono Waxwork - Benvenuti al museo delle cere e il suo sequel Waxwork 2 - Bentornati al museo delle cere. Dopo vari film horror a cavallo tra gli anni ottanta e gli anni novanta, iniziò a dirigere film d'azione. Creò la serie televisiva Pericolo estremo per la ABC/Universal (Hickox era egli stesso uno sciatore estremo). Fece spesso camei nei suoi film ed ebbe un ruolo da attore protagonista nel film I marziani invadono la Terra (1989), diretto da Stanley Sheff.

## Filmografia

### Cinema
- Waxwork - Benvenuti al museo delle cere (1988)
- Tramonto (1989)
- Waxwork 2 - Bentornati al museo delle cere (1992)
- Hellraiser III: Inferno sulla città (1992)
- Warlock - L'angelo dell'apocalisse (1993)
- Conti in sospeso (1995)
- Violenza Privata (1996)
- Il mistero del principe Valiant (1997)
- Nell'occhio del ciclone (1999)
- Jill Rips - Indagine a luci rosse (2000)
- Contaminated Man (2000)
- Last Run (2001)
- Consequence (2003)
- Blast (2004)
- Submerged - Allarme negli abissi (2005)
- Knife Edge - In punta di lama (2009)
- Exodus to Shanghai (2015)
- Underdogs Rising (2018)

### Televisione
- Eclisse letale - film TV (1993)
- New York Undercover - serie TV, 1 episodio (1994)
- Pericolo estremo - serie TV, 3 episodi (1995)
- Two - serie TV, 1 episodio (1996)
- Pensacola: squadra speciale Top Gun - serie TV, 1 episodio (1997)
- Martian Law - film TV (1998)
- Federal Protection - film TV (2002)
- Shoot Me! - serie TV (2003)